# دوگ یول
دوگ یول (انگلیسی: Doug Yule؛ زادهٔ ۲۵ فوریهٔ ۱۹۴۷) یک موسیقی‌دان اهل ایالات متحده آمریکا است.